# Melastoma orientale
Melastoma orientale är en tvåhjärtbladig växtart som beskrevs av André Guillaumin. Melastoma orientale ingår i släktet Melastoma och familjen Melastomataceae. Inga underarter finns listade i Catalogue of Life.